# Maripa williamsii
Maripa williamsii är en vindeväxtart som beskrevs av V. Ooststr. Maripa williamsii ingår i släktet Maripa och familjen vindeväxter. Inga underarter finns listade i Catalogue of Life.